# Alexandre (petit-fils d'Hérode Ier le Grand)
Pour les articles homonymes, voir Alexandre.
Alexandre, également connu sous son nom romain Gaius Julius Alexander (grec : Γαίος Ιούλιος Αλέξανδρος, 15 av. J.-C. probablement entre 26-28), était un prince hérodien, petit-fils d'Hérode Ier le Grand et de sa première femme Mariamne l'Hasmonéenne. 
Alors que son père Alexandre était destiné à succéder à Hérode Ier le Grand, celui-ci l'a fait exécuter en même temps qu'Aristobule IV, le deuxième fils qu'il avait eu avec Mariamne. Il a toutefois épargné leurs enfants et notamment Alexandre lui-même, son frère aîné Tigrane et une sœur cadette dont le nom est inconnu.
Tigrane V Hérode son frère a régné sur le royaume d'Arménie de 6 à 12 ap. J.-C.. Un des fils d'Alexandre, appelé lui aussi Tigrane VI d'Arménie règne à son tour, mais de façon éphémère sur le même royaume d'environ 61 à 63.

## Éléments de biographie
Le règne d'Hérode Ier le Grand est marqué par de nombreuses intrigues familiales — il a eu dix épouses — et complots réels ou supposés.  En 29 av. J.-C., le roi exécute son épouse, la grand-mère d'Alexandre Mariamne l'Hasmonéenne, sur la dénonciation de sa sœur Salomé. L'année suivante, c'est l'arrière-grand-mère d'Alexandre qui est exécutée. En 7 av. J.-C., Hérode fait exécuter le père d'Alexandre, lui aussi appelé Alexandre ainsi que son frère Aristobule IV. Les intrigues de palais et notamment les propos d'Antipater, un autre fils qu'Hérode Ier a eu avec Doris, ont convaincu le roi de Judée que les deux fils qu'il avait eus avec Mariamne l'Hasmonéenne complotaient contre lui. Il les a fait jeter en prison, puis exécuter.
Alexandre était le second fils né d'Alexandre et de la princesse Glaphyra fille du roi Archelaos de Cappadoce. Il a un frère aîné appelé Tigrane V Hérode qui règne sur l'Arménie de 6 à 12 ap. J.-C. et une sœur cadette dont le nom est inconnu.
Son père Alexandre était prince de Judée, descendait des dynasties juives Hasmonéenne et Hérodienne, nabatéenne et Édomite. Sa mère Glaphyra était une princesse de Cappadoce, qui était d'origine grecque, arménienne et perse. Elle était la fille du roi Archélaos de Cappadoce et sa mère était une princesse d'Arménie dont le nom est inconnu. Alexander est connu sous le même nom que son père, qui reflète sa lignée Hasmonéenne et hellénique.
Alexandre est né et a grandi à la cour d'Hérode à Jérusalem. Après la mort et de l'enterrement de son père en 7 av. J.-C., Hérode a brutalement renvoyé sa mère Glaphyra en Cappadoce, en la forçant à laisser ses enfants sous sa garde exclusive à Jérusalem. Alexandre et son frère sont restés sous la tutelle d'Hérode afin qu'il puisse être en mesure de contrôler leur destin. Un autre fils d'Hérode, Antipater était préoccupé par Alexandre et son frère car il s'attendait à ce qu'ils atteignent une situation supérieure à celle de leur propre père défunt en raison de l'aide que leur grand-père Archélaos de Cappadoce pouvait leur apporter. À l'époque ou Alexandre vivait à la cour d'Hérode, il était fiancé à la fille de Phéroras. Phéroras était le grand-oncle paternel d'Alexander et le frère d'Hérode le Grand. Antipater a persuadé Hérode d'annuler les fiançailles de la fille de Phéroras, car il est parvenu à convaincre son père que des liens plus étroits entre Phéroras et Archélaos de Cappadoce étaient susceptibles de se développer en un complot contre lui.
Après la mort d'Hérode en 4 av. J.-C., Alexandre et son frère ont décidé de quitter Jérusalem et d'aller vivre avec leur mère et sa famille à la Cour royale de Cappadoce. Ils ont alors été déshérités de leur origine juive, ont abandonné la religion juive et embrassé la culture grecque, y compris sur le plan religieux. Ils sont alors considérés comme païens, plutôt que juifs. Cependant, les liens familiaux avec la dynastie d'Hérode n'ont pas entièrement été rompus. 
Il est possible que son grand-père maternel ait envoyé Alexander pour être éduqué à Rome. On sait peu de chose sur la vie adulte d'Alexander. Il apparaît comme un administrateur d'importantes propriétés foncières d'Égypte qui étaient détenues par la famille impériale de Rome et il était un riche propriétaire terrien possédant deux domaines dans la ville égyptienne d'Euhéméria. Alexander a épousé une femme de la noblesse dont le nom est inconnu qui vivaient lors des règnes des deux premiers empereurs romains Auguste et Tibère. Son épouse lui a donné un fils nommé Tigrane. Tigrane a par la suite était un roi client romain d'Arménie (environ de 61 à 63) désigné par l'empereur Néron. 
L'impératrice romaine Livia Drusilla et sa belle-fille et nièce Antonia Minor sont mentionnées dans le testament d'Alexandre.

## Arbre généalogique
| Archélaos de Cappadoce | Archélaos de Cappadoce | Archélaos de Cappadoce | Archélaos de Cappadoce | Archélaos de Cappadoce | Archélaos de Cappadoce |  |  |                                                           |                                                           |                                                           |                                                           |                                                           |                                                           |  |  |                                     |                                     | Hérode le Grand                     | Hérode le Grand                     | Hérode le Grand                     | Hérode le Grand                     | Hérode le Grand          | Hérode le Grand          |                          |                          |                          |                          |              |              | Mariamne l'Hasmonéenne | Mariamne l'Hasmonéenne | Mariamne l'Hasmonéenne | Mariamne l'Hasmonéenne | Mariamne l'Hasmonéenne | Mariamne l'Hasmonéenne |             |             |               |               |                        |                        |                        |                        |                        |                        |                |                |                |                |          |          |          |          |          |          |          |          |  |  |  |  |  |  |  |  |  |  |  |  |  |  |  |  |  |  |  |  |  |  |  |  |  |  |  |  |  |  |  |  |
| Archélaos de Cappadoce | Archélaos de Cappadoce | Archélaos de Cappadoce | Archélaos de Cappadoce | Archélaos de Cappadoce | Archélaos de Cappadoce |  |  |                                                           |                                                           |                                                           |                                                           |                                                           |                                                           |  |  |                                     |                                     | Hérode le Grand                     | Hérode le Grand                     | Hérode le Grand                     | Hérode le Grand                     | Hérode le Grand          | Hérode le Grand          |                          |                          |                          |                          |              |              | Mariamne l'Hasmonéenne | Mariamne l'Hasmonéenne | Mariamne l'Hasmonéenne | Mariamne l'Hasmonéenne | Mariamne l'Hasmonéenne | Mariamne l'Hasmonéenne |             |             |               |               |                        |                        |                        |                        |                        |                        |                |                |                |                |          |          |          |          |          |          |          |          |  |  |  |  |  |  |  |  |  |  |  |  |  |  |  |  |  |  |  |  |  |  |  |  |  |  |  |  |  |  |  |  |
|                        |                        |                        |                        |                        |                        |  |  |                                                           |                                                           |                                                           |                                                           |                                                           |                                                           |  |  |                                     |                                     |                                     |                                     |                                     |                                     |                          |                          |                          |                          |                          |                          |              |              |                        |                        |                        |                        |                        |                        |             |             |               |               |                        |                        |                        |                        |                        |                        |                |                |                |                |          |          |          |          |          |          |          |          |  |  |  |  |  |  |  |  |  |  |  |  |  |  |  |  |  |  |  |  |  |  |  |  |  |  |  |  |  |  |  |  |
|                        |                        |                        |                        |                        |                        |  |  |                                                           |                                                           |                                                           |                                                           |                                                           |                                                           |  |  |                                     |                                     |                                     |                                     |                                     |                                     |                          |                          |                          |                          |                          |                          |              |              |                        |                        |                        |                        |                        |                        |             |             |               |               |                        |                        |                        |                        |                        |                        |                |                |                |                |          |          |          |          |          |          |          |          |  |  |  |  |  |  |  |  |  |  |  |  |  |  |  |  |  |  |  |  |  |  |  |  |  |  |  |  |  |  |  |  |
| Glaphyra               | Glaphyra               | Glaphyra               | Glaphyra               | Glaphyra               | Glaphyra               |  |  | Alexandre                                                 | Alexandre                                                 | Alexandre                                                 | Alexandre                                                 | Alexandre                                                 | Alexandre                                                 |  |  |                                     |                                     |                                     |                                     |                                     |                                     | Bérénice fille de Salomé | Bérénice fille de Salomé | Bérénice fille de Salomé | Bérénice fille de Salomé | Bérénice fille de Salomé | Bérénice fille de Salomé |              |              |                        |                        |                        |                        |                        |                        |             |             | Aristobule IV | Aristobule IV | Aristobule IV          | Aristobule IV          | Aristobule IV          | Aristobule IV          |                        |                        |                |                |                |                |          |          |          |          |          |          |          |          |  |  |  |  |  |  |  |  |  |  |  |  |  |  |  |  |  |  |  |  |  |  |  |  |  |  |  |  |  |  |  |  |
| Glaphyra               | Glaphyra               | Glaphyra               | Glaphyra               | Glaphyra               | Glaphyra               |  |  | Alexandre                                                 | Alexandre                                                 | Alexandre                                                 | Alexandre                                                 | Alexandre                                                 | Alexandre                                                 |  |  |                                     |                                     |                                     |                                     |                                     |                                     | Bérénice fille de Salomé | Bérénice fille de Salomé | Bérénice fille de Salomé | Bérénice fille de Salomé | Bérénice fille de Salomé | Bérénice fille de Salomé |              |              |                        |                        |                        |                        |                        |                        |             |             | Aristobule IV | Aristobule IV | Aristobule IV          | Aristobule IV          | Aristobule IV          | Aristobule IV          |                        |                        |                |                |                |                |          |          |          |          |          |          |          |          |  |  |  |  |  |  |  |  |  |  |  |  |  |  |  |  |  |  |  |  |  |  |  |  |  |  |  |  |  |  |  |  |
|                        |                        |                        |                        |                        |                        |  |  |                                                           |                                                           |                                                           |                                                           |                                                           |                                                           |  |  |                                     |                                     |                                     |                                     |                                     |                                     |                          |                          |                          |                          |                          |                          |              |              |                        |                        |                        |                        |                        |                        |             |             |               |               |                        |                        |                        |                        |                        |                        |                |                |                |                |          |          |          |          |          |          |          |          |  |  |  |  |  |  |  |  |  |  |  |  |  |  |  |  |  |  |  |  |  |  |  |  |  |  |  |  |  |  |  |  |
|                        |                        |                        |                        |                        |                        |  |  |                                                           |                                                           |                                                           |                                                           |                                                           |                                                           |  |  |                                     |                                     |                                     |                                     |                                     |                                     |                          |                          |                          |                          |                          |                          |              |              |                        |                        |                        |                        |                        |                        |             |             |               |               |                        |                        |                        |                        |                        |                        |                |                |                |                |          |          |          |          |          |          |          |          |  |  |  |  |  |  |  |  |  |  |  |  |  |  |  |  |  |  |  |  |  |  |  |  |  |  |  |  |  |  |  |  |
| Tigrane                | Tigrane                | Tigrane                | Tigrane                | Tigrane                | Tigrane                |  |  | Alexandre                                                 | Alexandre                                                 | Alexandre                                                 | Alexandre                                                 | Alexandre                                                 | Alexandre                                                 |  |  |                                     |                                     |                                     |                                     |                                     |                                     |                          |                          | Hérodiade                | Hérodiade                | Hérodiade                | Hérodiade                | Hérodiade    | Hérodiade    |                        |                        | Agrippa Ier            | Agrippa Ier            | Agrippa Ier            | Agrippa Ier            | Agrippa Ier | Agrippa Ier |               |               | Aristobule (le Mineur) | Aristobule (le Mineur) | Aristobule (le Mineur) | Aristobule (le Mineur) | Aristobule (le Mineur) | Aristobule (le Mineur) |                |                | Mariamne       | Mariamne       | Mariamne | Mariamne | Mariamne | Mariamne |          |          |          |          |  |  |  |  |  |  |  |  |  |  |  |  |  |  |  |  |  |  |  |  |  |  |  |  |  |  |  |  |  |  |  |  |
| Tigrane                | Tigrane                | Tigrane                | Tigrane                | Tigrane                | Tigrane                |  |  | Alexandre                                                 | Alexandre                                                 | Alexandre                                                 | Alexandre                                                 | Alexandre                                                 | Alexandre                                                 |  |  |                                     |                                     |                                     |                                     |                                     |                                     |                          |                          | Hérodiade                | Hérodiade                | Hérodiade                | Hérodiade                | Hérodiade    | Hérodiade    |                        |                        | Agrippa Ier            | Agrippa Ier            | Agrippa Ier            | Agrippa Ier            | Agrippa Ier | Agrippa Ier |               |               | Aristobule (le Mineur) | Aristobule (le Mineur) | Aristobule (le Mineur) | Aristobule (le Mineur) | Aristobule (le Mineur) | Aristobule (le Mineur) |                |                | Mariamne       | Mariamne       | Mariamne | Mariamne | Mariamne | Mariamne |          |          |          |          |  |  |  |  |  |  |  |  |  |  |  |  |  |  |  |  |  |  |  |  |  |  |  |  |  |  |  |  |  |  |  |  |
|                        |                        |                        |                        |                        |                        |  |  |                                                           |                                                           |                                                           |                                                           |                                                           |                                                           |  |  |                                     |                                     |                                     |                                     |                                     |                                     |                          |                          |                          |                          |                          |                          |              |              |                        |                        |                        |                        |                        |                        |             |             |               |               |                        |                        |                        |                        |                        |                        |                |                |                |                |          |          |          |          |          |          |          |          |  |  |  |  |  |  |  |  |  |  |  |  |  |  |  |  |  |  |  |  |  |  |  |  |  |  |  |  |  |  |  |  |
|                        |                        |                        |                        |                        |                        |  |  |                                                           |                                                           |                                                           |                                                           |                                                           |                                                           |  |  |                                     |                                     |                                     |                                     |                                     |                                     |                          |                          |                          |                          |                          |                          |              |              |                        |                        |                        |                        |                        |                        |             |             |               |               |                        |                        |                        |                        |                        |                        |                |                |                |                |          |          |          |          |          |          |          |          |  |  |  |  |  |  |  |  |  |  |  |  |  |  |  |  |  |  |  |  |  |  |  |  |  |  |  |  |  |  |  |  |
|                        |                        |                        |                        |                        |                        |  |  | Tigrane VI                                                | Tigrane VI                                                | Tigrane VI                                                | Tigrane VI                                                | Tigrane VI                                                | Tigrane VI                                                |  |  |                                     |                                     | Hérode (Chalcis)                    | Hérode (Chalcis)                    | Hérode (Chalcis)                    | Hérode (Chalcis)                    | Hérode (Chalcis)         | Hérode (Chalcis)         |                          |                          |                          |                          | Bérénice     | Bérénice     | Bérénice               | Bérénice               | Bérénice               | Bérénice               |                        |                        | Agrippa II  | Agrippa II  | Agrippa II    | Agrippa II    | Agrippa II             | Agrippa II             |                        |                        | Mariamne               | Mariamne               | Mariamne       | Mariamne       | Mariamne       | Mariamne       |          |          | Drusilla | Drusilla | Drusilla | Drusilla | Drusilla | Drusilla |  |  |  |  |  |  |  |  |  |  |  |  |  |  |  |  |  |  |  |  |  |  |  |  |  |  |  |  |  |  |  |  |
|                        |                        |                        |                        |                        |                        |  |  | Tigrane VI                                                | Tigrane VI                                                | Tigrane VI                                                | Tigrane VI                                                | Tigrane VI                                                | Tigrane VI                                                |  |  |                                     |                                     | Hérode (Chalcis)                    | Hérode (Chalcis)                    | Hérode (Chalcis)                    | Hérode (Chalcis)                    | Hérode (Chalcis)         | Hérode (Chalcis)         |                          |                          |                          |                          | Bérénice     | Bérénice     | Bérénice               | Bérénice               | Bérénice               | Bérénice               |                        |                        | Agrippa II  | Agrippa II  | Agrippa II    | Agrippa II    | Agrippa II             | Agrippa II             |                        |                        | Mariamne               | Mariamne               | Mariamne       | Mariamne       | Mariamne       | Mariamne       |          |          | Drusilla | Drusilla | Drusilla | Drusilla | Drusilla | Drusilla |  |  |  |  |  |  |  |  |  |  |  |  |  |  |  |  |  |  |  |  |  |  |  |  |  |  |  |  |  |  |  |  |
|                        |                        |                        |                        |                        |                        |  |  |                                                           |                                                           |                                                           |                                                           |                                                           |                                                           |  |  |                                     |                                     |                                     |                                     |                                     |                                     |                          |                          |                          |                          |                          |                          |              |              |                        |                        |                        |                        |                        |                        |             |             |               |               |                        |                        |                        |                        |                        |                        |                |                |                |                |          |          |          |          |          |          |          |          |  |  |  |  |  |  |  |  |  |  |  |  |  |  |  |  |  |  |  |  |  |  |  |  |  |  |  |  |  |  |  |  |
|                        |                        |                        |                        |                        |                        |  |  |                                                           |                                                           |                                                           |                                                           |                                                           |                                                           |  |  |                                     |                                     |                                     |                                     |                                     |                                     |                          |                          |                          |                          |                          |                          |              |              |                        |                        |                        |                        |                        |                        |             |             |               |               |                        |                        |                        |                        |                        |                        |                |                |                |                |          |          |          |          |          |          |          |          |  |  |  |  |  |  |  |  |  |  |  |  |  |  |  |  |  |  |  |  |  |  |  |  |  |  |  |  |  |  |  |  |
|                        |                        |                        |                        |                        |                        |  |  |                                                           |                                                           |                                                           |                                                           |                                                           |                                                           |  |  |                                     |                                     |                                     |                                     |                                     |                                     |                          |                          |                          |                          |                          |                          |              |              |                        |                        |                        |                        |                        |                        |             |             |               |               |                        |                        |                        |                        |                        |                        |                |                |                |                |          |          |          |          |          |          |          |          |  |  |  |  |  |  |  |  |  |  |  |  |  |  |  |  |  |  |  |  |  |  |  |  |  |  |  |  |  |  |  |  |
|                        |                        |                        |                        |                        |                        |  |  |                                                           |                                                           |                                                           |                                                           |                                                           |                                                           |  |  |                                     |                                     |                                     |                                     |                                     |                                     |                          |                          |                          |                          |                          |                          |              |              |                        |                        |                        |                        |                        |                        |             |             |               |               |                        |                        |                        |                        |                        |                        |                |                |                |                |          |          |          |          |          |          |          |          |  |  |  |  |  |  |  |  |  |  |  |  |  |  |  |  |  |  |  |  |  |  |  |  |  |  |  |  |  |  |  |  |
|                        |                        |                        |                        |                        |                        |  |  | Caius Julius Alexandre roi de Cétis en Cilicie de 58 à 72 | Caius Julius Alexandre roi de Cétis en Cilicie de 58 à 72 | Caius Julius Alexandre roi de Cétis en Cilicie de 58 à 72 | Caius Julius Alexandre roi de Cétis en Cilicie de 58 à 72 | Caius Julius Alexandre roi de Cétis en Cilicie de 58 à 72 | Caius Julius Alexandre roi de Cétis en Cilicie de 58 à 72 |  |  | Julia (en)                          | Julia (en)                          | Julia (en)                          | Julia (en)                          | Julia (en)                          | Julia (en)                          |                          |                          | Berenicianus             | Berenicianus             | Berenicianus             | Berenicianus             | Berenicianus | Berenicianus |                        |                        | Hyrcan                 | Hyrcan                 | Hyrcan                 | Hyrcan                 | Hyrcan      | Hyrcan      |               |               |                        |                        |                        |                        | Julia Bérénice         | Julia Bérénice         | Julia Bérénice | Julia Bérénice | Julia Bérénice | Julia Bérénice |          |          |          |          |          |          |          |          |  |  |  |  |  |  |  |  |  |  |  |  |  |  |  |  |  |  |  |  |  |  |  |  |  |  |  |  |  |  |  |  |
|                        |                        |                        |                        |                        |                        |  |  | Caius Julius Alexandre roi de Cétis en Cilicie de 58 à 72 | Caius Julius Alexandre roi de Cétis en Cilicie de 58 à 72 | Caius Julius Alexandre roi de Cétis en Cilicie de 58 à 72 | Caius Julius Alexandre roi de Cétis en Cilicie de 58 à 72 | Caius Julius Alexandre roi de Cétis en Cilicie de 58 à 72 | Caius Julius Alexandre roi de Cétis en Cilicie de 58 à 72 |  |  | Julia (en)                          | Julia (en)                          | Julia (en)                          | Julia (en)                          | Julia (en)                          | Julia (en)                          |                          |                          | Berenicianus             | Berenicianus             | Berenicianus             | Berenicianus             | Berenicianus | Berenicianus |                        |                        | Hyrcan                 | Hyrcan                 | Hyrcan                 | Hyrcan                 | Hyrcan      | Hyrcan      |               |               |                        |                        |                        |                        | Julia Bérénice         | Julia Bérénice         | Julia Bérénice | Julia Bérénice | Julia Bérénice | Julia Bérénice |          |          |          |          |          |          |          |          |  |  |  |  |  |  |  |  |  |  |  |  |  |  |  |  |  |  |  |  |  |  |  |  |  |  |  |  |  |  |  |  |
|                        |                        |                        |                        |                        |                        |  |  |                                                           |                                                           |                                                           |                                                           |                                                           |                                                           |  |  |                                     |                                     |                                     |                                     |                                     |                                     |                          |                          |                          |                          |                          |                          |              |              |                        |                        |                        |                        |                        |                        |             |             |               |               |                        |                        |                        |                        |                        |                        |                |                |                |                |          |          |          |          |          |          |          |          |  |  |  |  |  |  |  |  |  |  |  |  |  |  |  |  |  |  |  |  |  |  |  |  |  |  |  |  |  |  |  |  |
|                        |                        |                        |                        |                        |                        |  |  | Caius Julius Agrippa                                      | Caius Julius Agrippa                                      | Caius Julius Agrippa                                      | Caius Julius Agrippa                                      | Caius Julius Agrippa                                      | Caius Julius Agrippa                                      |  |  | Caius Julius Alexander Berenicianus | Caius Julius Alexander Berenicianus | Caius Julius Alexander Berenicianus | Caius Julius Alexander Berenicianus | Caius Julius Alexander Berenicianus | Caius Julius Alexander Berenicianus |                          |                          |                          |                          |                          |                          |              |              |                        |                        |                        |                        |                        |                        |             |             |               |               |                        |                        |                        |                        |                        |                        |                |                |                |                |          |          |          |          |          |          |          |          |  |  |  |  |  |  |  |  |  |  |  |  |  |  |  |  |  |  |  |  |  |  |  |  |  |  |  |  |  |  |  |  |

- L'ordre des enfants est arbitraire.
- Tous les mariages ne sont pas représentés.